# 지산포레스트리조트
지산포레스트리조트는 한국 경기도 이천시 마장면에 위치한 스키장이다. 양지파인리조트와 가깝다.

## 같이 보기
- 한국의 스키장 일람